# Impatiens veerapazhasii
Impatiens veerapazhasii är en balsaminväxtart som beskrevs av Ratheesh, Sujanapal och Meera. Impatiens veerapazhasii ingår i släktet balsaminer, och familjen balsaminväxter. Inga underarter finns listade i Catalogue of Life.